# Tolerancia cruzada
La tolerancia cruzada es un fenómeno que ocurre cuando la tolerancia a los efectos de un determinado medicamento produce tolerancia a otro. Suele ocurrir entre dos fármacos con funciones o efectos similares, por ejemplo, que actúan sobre el mismo receptor celular o afectar la transmisión de determinados neurotransmisores en común. Se ha observado tolerancia cruzada con fármacos tales como agentes ansiolíticos y sustancias ilícitas. A menudo, una persona que usa un medicamento puede tolerar un medicamento que tiene una función completamente diferente. Este fenómeno le permite a uno ser tolerante a un medicamento que nunca antes han usado.

## Antecedentes
Para comprender el fenómeno de la tolerancia cruzada, es menester conocer qué es la tolerancia desde el punto de vista farmacológico. La tolerancia a drogas es la disminución del efecto de un fármaco después de su administración repetida. La reacción de un individuo a un medicamento disminuye, por lo que se requieren dosis mayores para lograr el mismo efecto. Aquí puede haber dos eventos:
- Puede ser que tal tolerancia sea superable en el sentido de que el efecto original del medicamento puede restablecerse aumentando la dosis a la que se administra la sustancia.
- Sin embargo, es muy probable que se presente una tolerancia insuperable, que se caracteriza por un cambio hacia abajo en la curva dosis-respuesta y no es sensible al ajuste de la dosis. Las dosis incrementadas de ciertos fármacos pueden llegar a poner en peligro la vida.[2]

Ahora bien, cuando una droga que pertenece a una familia farmacológica causa tolerancia en una persona, es muy posible que otro miembro de la misma familia medicamentosa presente la misma tolerancia (aún y si la persona jamás la había utilizado) en el sujeto. A esto se le conoce como tolerancia cruzada. Muchos experimentos sobre la tolerancia cruzada se han hecho en animales empleando cannabinoides y opioides.

## Descripción

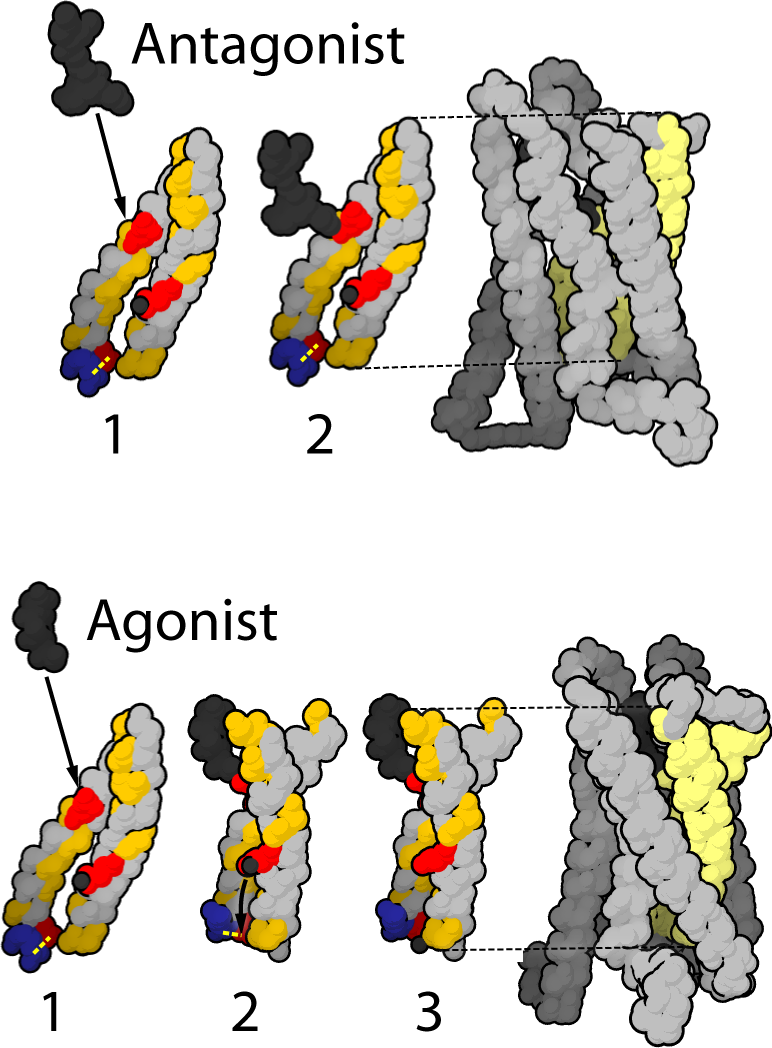
Receptor opioide μ

Los animales y los humanos que se han vuelto tolerantes a una droga a menudo se vuelven tolerantes también a las drogas que están relacionadas con la primera. A este fenómeno se llama tolerancia cruzada. Por ejemplo, los consumidores de heroína que son tolerantes a la heroína también tolerarían muchos otros opioides, incluida la metadona. Esto significa que se necesitarían cantidades mayores de estos otros opioides para producir analgesia o intoxicación de las que serían necesarias en un individuo no tolerante. De manera similar, un paciente tratado con altas dosis de metadona podría volverse tolerante a la heroína y a otros opiáceos, requiriendo dosis más altas para lograr la intoxicación. Esto sirve como una de las bases farmacológicas del tratamiento con metadona. Lo mismo sucede con, por ejemplo, la morfina y otros antinociceptivos.
Los fenómenos de tolerancia y tolerancia cruzada se pueden estudiar con la prueba de discriminación de drogas. Los animales (incluidos los humanos) podrían discriminar la presencia o ausencia de una droga; una vez aprendido, la droga podría servir como un estímulo discriminativo, lo que indica la disponibilidad o la no disponibilidad de refuerzo.
Los nuevos descubrimientos en el área farmacológica permitirán que en el futuro existan nuevos fármacos que carezcan de tolerancia cruzada. Como ejemplo tenemos a los opioides, que con el paso del tiempo se han hecho estudios importantes en el área de los receptores. Un resultado importante de estos estudios fue el descubrimiento de que el gen del receptor opioide μ, Oprm1, se somete a un amplio corte y empalme alternativo en ratones, ratas y humanos. La identificación de las diferentes clases de variantes de ayuste del receptor opioide mu permite apuntar a una de las clases de variantes de corte y empalme para obtener analgésicos potentes que carezcan de tolerancia cruzada a la analgesia con morfina.

## Clasificaciones de drogas y tolerancia cruzada
| Grupo de drogas psicoactivas                         | Ejemplos | Descripción |
| ---------------------------------------------------- | --- | --- |
| Ansiolíticos y sedantes                              | Benzodiazepinas, fármacos Z, barbitúricos, etanol, fenibut                                                   | La excitación del receptor de ácido gamma-aminobutírico (GABA) produce un influjo de iones de cloruro con carga negativa, que hiperpolariza la neurona y hace que sea menos probable que genere un potencial de acción. Además del GABA en sí mismo, el receptor GABAA también puede unir barbitúricos y benzodiazepinas. La unión de benzodiazepina aumenta la unión de GABA y los barbitúricos maximizan el tiempo que el poro está abierto. Ambos mecanismos permiten la entrada de iones de cloruro. Cuando estos medicamentos se toman juntos, especialmente con etanol (beber alcohol), hay un aumento desproporcionado en la toxicidad, pues los efectos de ambos ocurren simultáneamente y se suman, ya que actúan sobre el mismo receptor en diferentes sitios. La convergencia con el receptor GABAA es la razón por la cual la tolerancia para un fármaco en el grupo muy probablemente causará tolerancia cruzada para los otros fármacos en el grupo. |
| Antipsicóticos                                       | Fenotiazinas, butirofenonas, clozapina, aripiprazol                                                          | Estos medicamentos bloquean los receptores de dopamina y algunos también bloquean los receptores de serotonina (como la clorpromazina, el primer antipsicótico utilizado clínicamente). El haber tomado uno o más antipsicóticos durante un período de tiempo apreciable da como resultado una sensibilidad dramáticamente reducida a otras personas con mecanismos de acción similares. Sin embargo, un antipsicótico con una disparidad sustancial en farmacología (por ejemplo, haloperidol y quetiapina) puede retener una eficacia significativa. |
| Antidepresivos y estabilizadores del estado de ánimo | Inhibidores de la monoamino oxidasa, antidepresivos tricíclicos, ISRS; litio, ácido valproico, carbamazepina | Los medicamentos inhibidores de la monoamino oxidasa bloquean un sistema de enzimas que resulta en un aumento de las reservas de neurotransmisores de monoaminas. Los antidepresivos más comunes, como los antidepresivos tricíclicos y los ISRS, bloquean los transportadores de recaptación y causan niveles elevados de norepinefrina o serotonina en las sinapsis. Los estabilizadores del estado de ánimo incluyen el litio y muchos anticonvulsivos, como la carbamazepina y la lamotrigina, también se usan para los trastornos anímicos. Estos demostrarían poca o ninguna tolerancia cruzada con tratamientos serotoninérgico o de litio. |
| Analgésicos opiáceos                                 | Morfina, oxicodona, heroína, fentanilo, opioides endógenos (endomorfinas, encefalinas, dinorfinas)           | Estas drogas imitan tres clases de endorfinas, como endomorfinas, encefalinas y dinorfinas. Las tres clases tienen cada una su propio receptor-mu, kappa y delta. Los opioides se unirán al receptor de la endorfina a la que son químicamente más similares. La tolerancia a algunos efectos ocurre con el uso regular, como resultado de la regulación a la baja de los receptores opioides estimulados. La tolerancia cruzada a la analgesia puede desarrollarse de manera incompleta y menos rápida, permitiendo que la rotación entre los medicamentos opioides se use para compensar algo la tolerancia. Este fenómeno se llama tolerancia cruzada incompleta. |
| Psicodélicos                                         | Antagonistas muscarínicos, cannabinoides, antagonistas de los receptores NMDA, serotonérgicos                | Los psicodélicos serotonérgicos actúan a través de la modulación de la serotonina. La mayoría de estos fármacos comparten una gran afinidad por el subtipo de receptor 5-HT2A, que se sabe que da lugar a sus efectos perceptuales y psicológicos comunes. |
| Estimulantes                                         | Cocaína, anfetamina, metilfenidato, efedrina                                                                 | La cocaína, las anfetaminas, el metilfenidato y la efedrina bloquean la recaptación de dopamina y norepinefrina. Con dosis crecientes, las anfetaminas también causan la liberación directa de estos neurotransmisores. |

## Tolerancia cruzada entre drogas de diferentes clasificaciones
Algunas veces la tolerancia cruzada ocurre entre dos drogas que no comparten mecanismos de acción o clasificación. Por ejemplo, se ha demostrado que las anfetaminas y los estimulantes de tipo anfetamínico exhiben tolerancia cruzada con la cafeína, y es probable que el mecanismo de tolerancia cruzada involucre al receptor de dopamina D1. Las anfetaminas también tienen tolerancia cruzada con la pseudoefedrina, ya que la pseudoefedrina puede bloquear la absorción de dopamina de la misma manera que las anfetaminas, pero con menos potencia.
El alcohol es otra sustancia que a menudo se tolera con otras drogas. Los hallazgos de tolerancia cruzada con la nicotina en modelos animales sugieren que también es posible en humanos, y pueden explicar por qué ambas drogas a menudo se usan juntas. Numerosos estudios también han sugerido la posibilidad de tolerancia cruzada entre el alcohol y el cannabis.